# George Henry Lütgens

George Henry Lütgens (1905)

George Henry Lütgens (* 1. Juni 1856 in Hamburg; † 25. März 1928 auf Tannenhöft, Großhansdorf) war ein Hamburger Reeder und Politiker.

## Leben

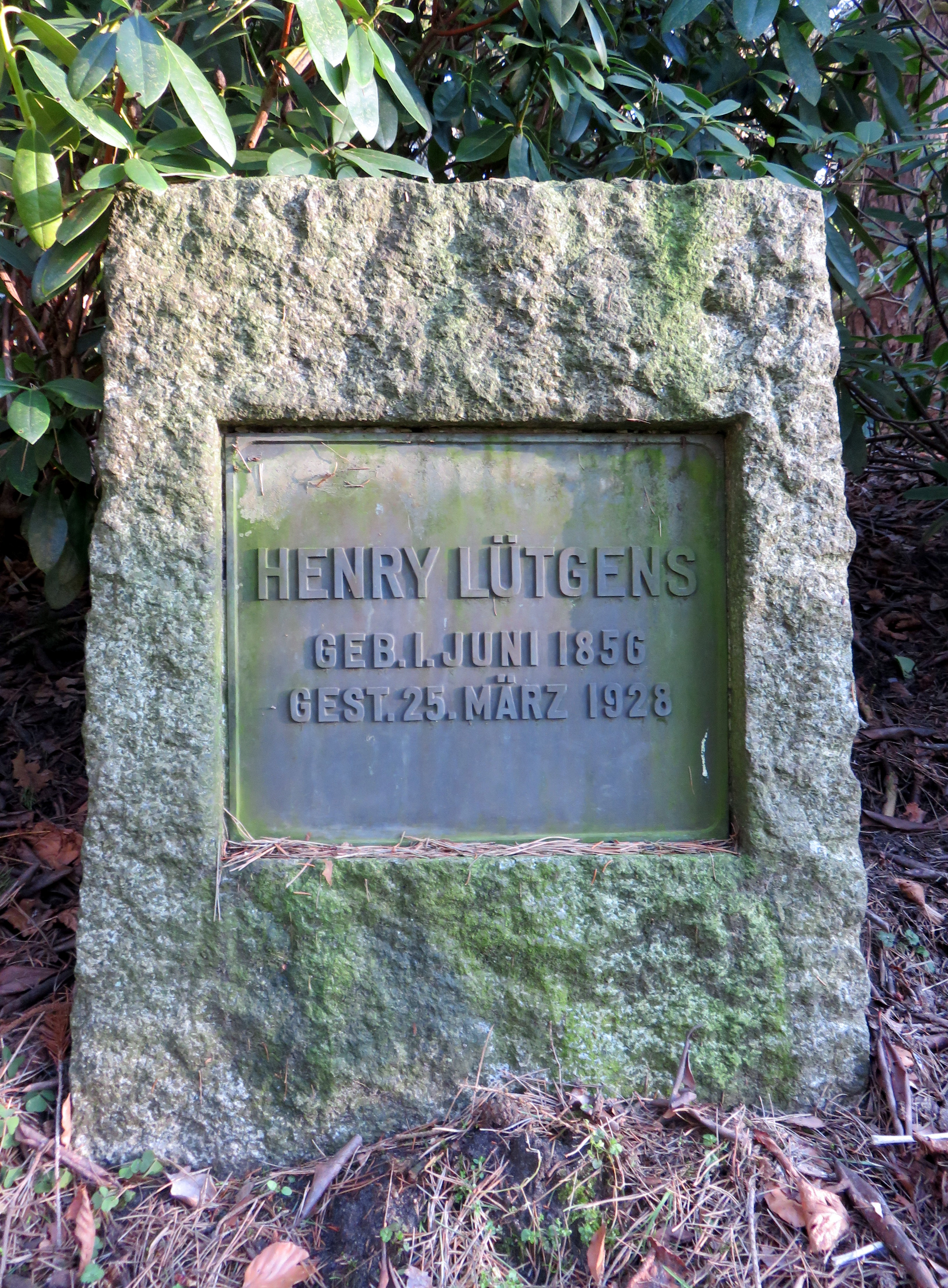
Henry Lütgens, Familiengrab auf dem Friedhof Ohlsdorf

George Henry Lütgens wurde als Sohn des Reeders Johann Friedrich Lütgens geboren und trat am 30. März 1875 in das vom Vater geführte Familienunternehmen Lütgens & Reimers ein. Lütgens & Reimers startete als kleiner Ewerführerbetrieb, der sehr erfolgreich während der Wachstumsphase des Hamburger Hafens von 1870 bis 1910 expandieren konnte. Der Firmenname lebt heute noch fort.
Nach dem Tod seines Vaters erbte Lütgens die Firma und baute sie erfolgreich aus. 1907 kaufte Lütgens ein Grundstück bei Großhansdorf vor den Toren Hamburgs und ließ dort in den folgenden Jahren von Rudolph Jürgens einen Landschaftsgarten, das Arboretum Tannenhöft, errichten. Dieser Landschaftsgarten samt der erhaltenen Bebauung wird seit 1948 vom heutigen Thünen-Institut für Forstgenetik genutzt.
Von 1901 bis 1918 gehörte Lütgens der Hamburgischen Bürgerschaft an. Er war Mitglied der Fraktion Linkes Zentrum. Ab 1918 gehörte er der Fraktion der Nationalliberalen Partei an.
Henry Lütgens wurde auf dem Hamburger Friedhof Ohlsdorf im Bereich der Familiengrabstätte Johann Friedrich Lütgens im Planquadrat P 25 nördlich vom Wasserturm beigesetzt.